# Buch, Schaffhausen
Buch är en ort och kommun i kantonen Schaffhausen, Schweiz. Kommunen har 323 invånare (2023). Den gränsar på tre sidor till Tyskland.